# Castelo Ballindalloch

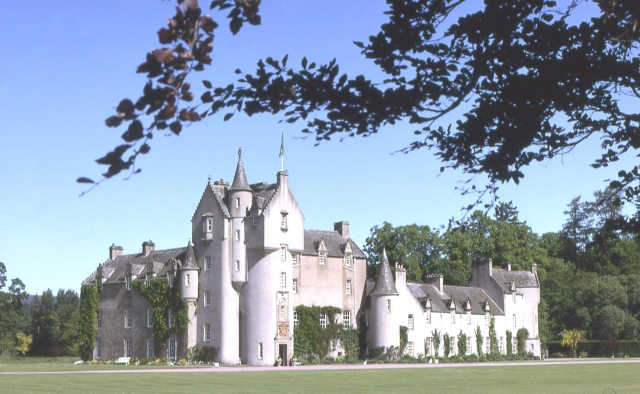
Castelo Ballindalloch, Escócia.

O Castelo Ballindalloch (em língua inglesa Ballindalloch Castle) é um castelo localizado em Inveravon, Moray, Escócia.
O castelo foi protegido na categoria A do listed building, em 22 de fevereiro de 1972.